# Playboy (sociologia)

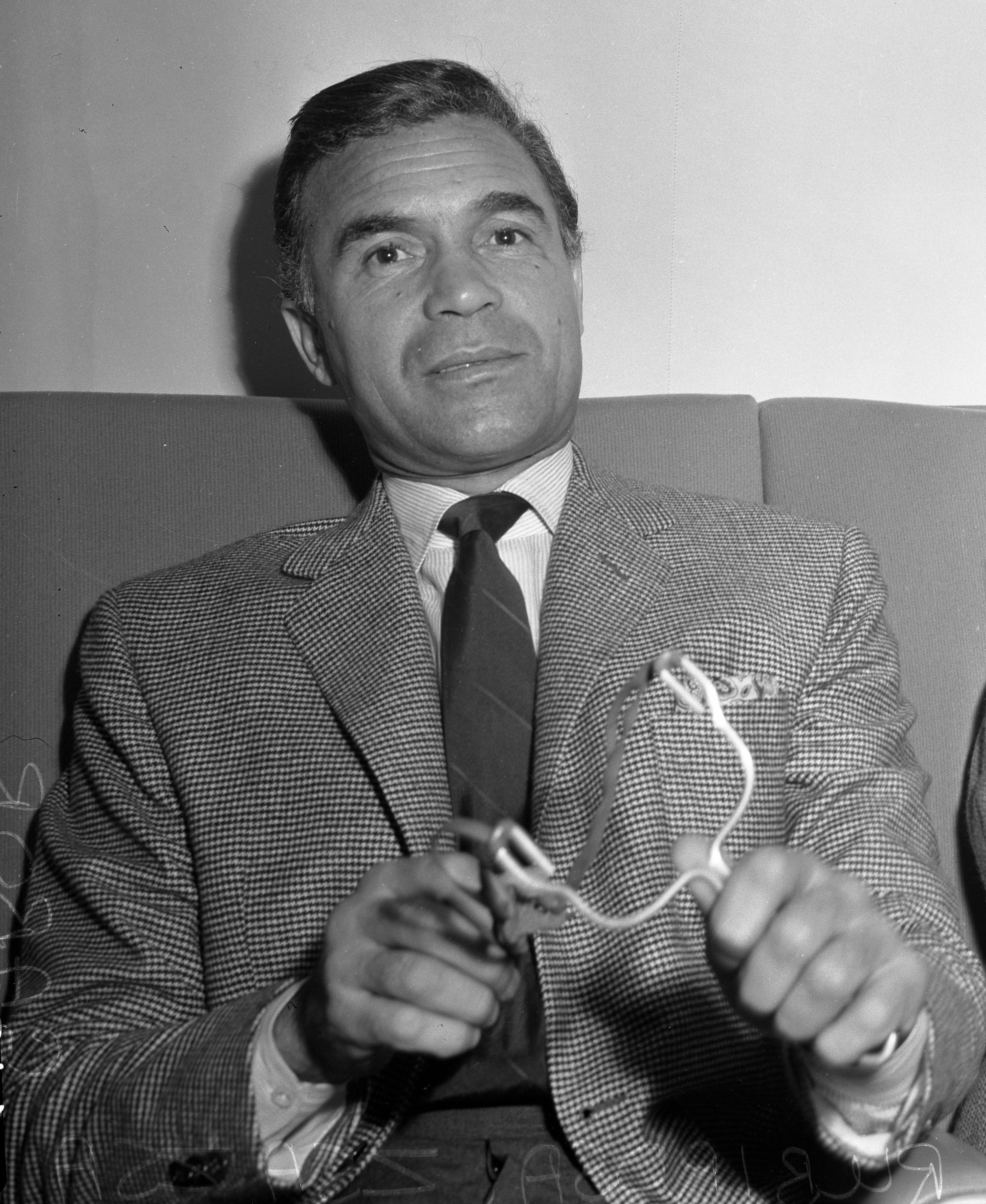
Il diplomatico Porfirio Rubirosa considerato uno dei più celebri playboy

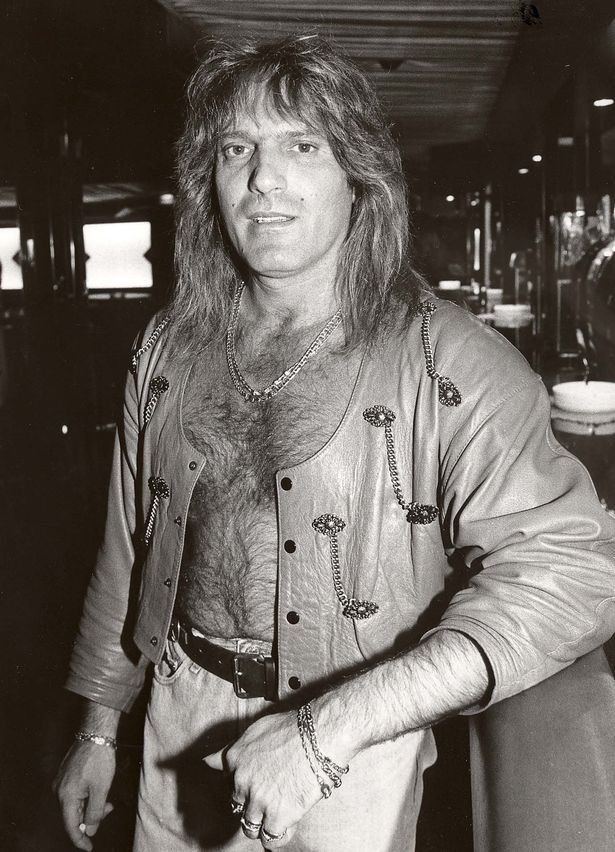
Il riminese Maurizio Zanfanti, definito "il re dei playboy" e "l'ultimo dei playboy"

Playboy è un termine della lingua inglese che indica un uomo affascinante, generalmente ricco, principalmente dedito alla vita mondana in compagnia di belle donne. Può essere usato come sinonimo di chi dedica il proprio tempo al corteggiamento, come un dongiovanni, un latin lover o semplicemente un donnaiolo, sciupafemmine, casanova, tombeur de femmes, rubacuori, seduttore, e una numerosa serie di altri sinonimi che hanno significati equivalenti a volte con valenza spregiativa. Negli anni cinquanta divenne il titolo di una rivista destinata a un notevole successo nei decenni successivi.

## Storia del termine
Inizialmente il termine fu usato nel diciottesimo secolo per i ragazzi che si esibivano in teatro, successivamente apparve nella edizione del 1888 del dizionario di Oxford per caratterizzare una persona con soldi che va in giro per divertirsi. Alla fine del diciannovesimo secolo implicava anche le connotazioni di "giocatore d'azzardo" e "musicista". Nel 1907, con la commedia di J. M. Synge, The Playboy of the Western World, il termine aveva acquisito il concetto di donnaiolo.
Secondo lo scrittore, critico cinematografico e blogger Shawn Levy, il termine ha raggiunto il suo pieno significato negli anni tra le due guerre e nei primi anni successivi alla seconda guerra mondiale.
Nel 1953, Hugh Hefner usò il termine per intitolare una rivista.

## Caratteristiche
Il playboy si distingue per la sua eleganza nei modi, nel vestire, nella buona conversazione, la cultura, che si traducono in una spontanea capacità di seduzione, non necessariamente fisica,  di donne giovani e meno giovani (fonte Treccani). Per alcuni versi ha rappresentato l'acme della cultura e degli ideali borghesi, dominanti dalla Rivoluzione francese, con il travalicamento, nel suo aspetto libertino, dei suoi valori tipici quali il lavoro e la famiglia. Il termine inglese era utilizzato già nel XVIII secolo per i ragazzi che si esibivano a teatro, e successivamente nel secolo successivo per caratterizzare una persona benestante dedita al divertimento, alla musica ed al gioco d'azzardo.